# Jacques Mathieu
Pour les articles homonymes, voir Mathieu et Jacques Mathieu (homonymie).
Jacques Mathieu, né le 26 septembre 1683 à Lodelinsart et mort le 17 février 1749 à Fresnes-sur-Escaut, est un des premiers entrepreneurs du charbon français. Il dirige les établissements miniers de Jean-Jacques Desandrouin à Lodelinsart, quand celui-ci l'envoie dans les environs de Fresnes dans la seconde moitié des années 1710 dans le but d'y trouver la houille.
Après avoir creusé sans succès les fosses Point du jour, du Moulin et Ponchelet, sur Fresnes et Escautpont, il fait ouvrir la fosse Jeanne Colard et y trouve le charbon le 3 février 1720. Travaillant avec ses fils, il participe avec Pierre à la découverte du charbon à Anzin en 1734 à la fosse du Pavé. Jacques meurt le 27 février 1749 en tant que directeur des mines de Fresnes, soit dix ans avant la fondation de la Compagnie des mines d'Anzin. Il avait trois fils et trois filles.

## Biographie
Jacques Mathieu, bailli de Lodelinsart (près de Charleroi, actuelle Belgique), où il a reçu le jour le 26 septembre 1683, est fils de Pierre Mathieu et de Gertrude Lefebvre. Descendant d'une famille qui, de père en fils, s'occupe avec succès du travail des mines, il dirige les établissements houillers que Jean-Jacques Desandrouin possède à Lodelinsart.
Chargé par Desandrouin de la conduite des travaux de recherche qui allaient être entrepris dans le Hainaut français, Jacques Mathieu vient, le 1er juillet 1716, marquer une fosse au village de Fresnes : Point du jour,. Le 28, il amène avec lui, de Lodelinsart, sa famille et les ouvriers dont il a besoin. Il est alors en 1717 qualifié de premier commis de M. Desandrouin pour les fosses au charbon, apparemment pour jouir des privilèges accordés au concessionnaire et à son principal commis.
Jacques Mathieu est personnellement intéressé dans l'établissement qu'il essaye de fonder. Il a pris « un intérêt proportionné au peu d'avances qu'il était en état de faire ». Il se fait aider par ses fils dans la direction des différents travaux de sa compagnie. C'est ainsi que pendant qu'il continue à diriger l'établissement de Fresnes, il envoie ses deux aînés, Pierre et Christophe, faire des travaux de recherches à Anzin. Lorsque Pierre y découvre la houille en 1734, à la fosse du Pavé, Jacques, prévoyant sans doute l'avenir de cet établissement, fait venir dans le pays ses frères, comme lui mineurs de Lodelinsart,. Jacques Mathieu est un des personnages clés de la Société Desaubois, puis de la Société Desandrouin-Taffin,.
Après la découverte de la houille à Anzin, Jacques quitte Fresnes où il envoie son second fils, Christophe, et vient s'établir à Anzin avec Pierre. Mais, en 1738, Christophe ayant abandonné le pays, Jacques va le remplacer, et meurt le 17 février 1749, à Fresnes, à l'âge de 65 ans, directeur des mines de Fresnes.

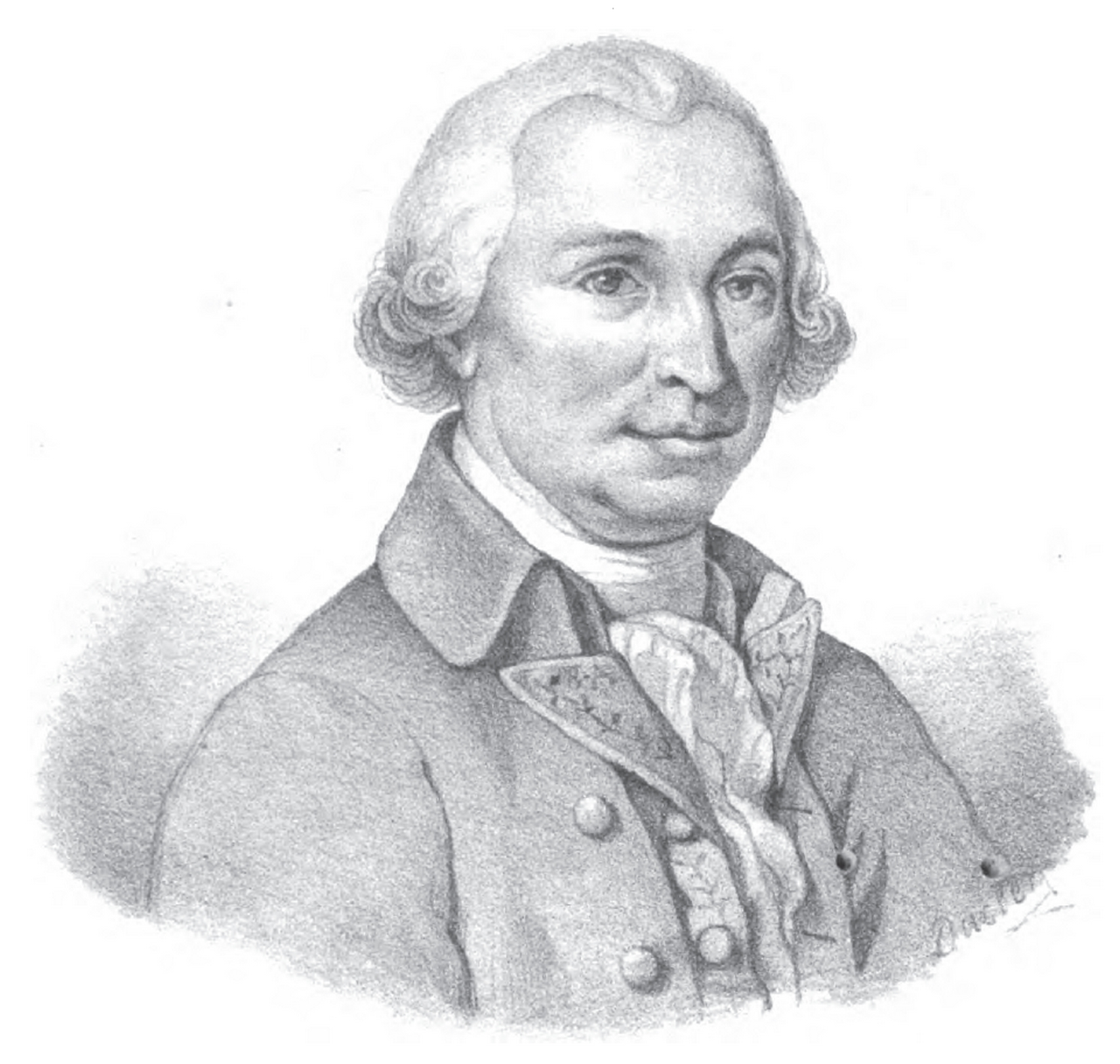
Portrait de Pierre Mathieu.

Jacques Mathieu a eu trois fils et trois filles. Les travaux de sa compagnie ont été « comme le berceau » de ses fils, Pierre, Christophe, et Jean-Pierre. Il les a dressés lui-même en les faisant passer depuis la dernière classe des ouvriers jusqu'à la place de commis du fond, chaque commis du fond ayant trente à cinquante ouvriers sous ses ordres, genre d'éducation qui les a mis en état de le seconder de très bonne heure.